# 巴基奥
巴基奥（西班牙語：Baquio）是西班牙巴斯克自治区比斯开省的一个市镇。总面积17平方公里，总人口1727人（2001年），人口密度102人/平方公里。